# Homegrown (альбом XTC)
Homegrown (с англ. — «Доморощенный») — демо-альбом британской рок-группы XTC, выпущенный через год после выхода их основного альбома Wasp Star (Apple Venus Volume 2) на лейблах Idea Records и TVT Records. В 2005 году он был переиздан в составе бокс-сета Apple Box.

## Отзывы
| Оценки критиков | Оценки критиков |
| Источник        | Оценка          |
| --------------- | --------------- |
| Allmusic        | [ 1 ]           |
| Q               | [ 2 ]           |

Альбом получил положительные отзывы музыкальной критики и интернет-изданий.
Стивен Томас Эрлевайн из Allmusic объясняет: «Homegrown, демо-альбом Wasp Star, подробно рассказывает о том, как писались песни. Некоторые песни представлены в виде „ранних идей для кассет“, иногда сопровождаемых готовыми демо-версиями (самая интересная из них — демо-версия „The Man Who Murdered Love“, которая прошла через две отдельные инкарнации, включая странную версию Tamla/Motown, прежде чем стать готовым продуктом, — и эта демо-версия более свободная и немного отличается от той, что на готовом альбоме)». Далее он отмечает: «Есть множество мелочей, которые отличаются не только в заявленных ранних и альтернативных версиях, но и в финальных демо-записях, что делает этот альбом невероятно увлекательным для преданных поклонников» и «блестящие, самоироничные, забавные и откровенные аннотации Энди Партриджа, которые делают этот и без того ценный набор незаменимым для коллекционеров, которые могли бы купить этот альбом в виде бутлега».
Иэн Крэнна из Q отмечает: «Этот прекрасно оформленный набор отредактированных домашних демо-записей — захватывающий взгляд на творческий процесс, предлагающий лирические вариации, забавные фрагменты заброшенных идей и экспериментов, а также ту определённую жизненную силу, которую бывает трудно воссоздать в студии. Каждая песня также снабжена обезоруживающим остроумием и самоироничным юмором».
Дэн Аквиланте в The New York Post пишет: «…который собрал демо-записи и черновые музыкальные наброски, которые впоследствии стали знаменитым альбомом XTC 2000 года Wasp Star (Apple Venus Vol. 2). Совершенство не является главной целью этого диска. Вместо этого он позволяет слушателю увидеть все этапы и даже ошибки на пути Wasp Star. Эта концепция развития лучше всего иллюстрируется песней „I’m the Man Who Murdered Love“, которая представлена на этом диске трижды, скорректированная и доработанная. Хотя музыка интересна по мере своего развития, аннотации к альбому содержат рукописные тексты песен, полные ошибок, зачёркиваний и исправлений. Кроме того, есть заметки мистера Партриджа о песнях, которые дают представление о его сути. Это редкий взгляд на творческий процесс рок-н-ролла».
Дэвид Синклер из The Times пишет: «Иногда звучащие как потерянные фрагменты старых песен Beatles, а иногда как полностью… завершённый альбом Кита Ричардса, это сборник, который, вероятно, будет малоинтересен даже для самых преданных поклонников XTC».

## Список композиций

### CD: IDEACD 004
Все песни написаны Andy Partridge, кроме указанных.
1. «Playground» — 4:25
2. «Stupidly Happy» — 3:45
3. «In Another Life» (Excerpt of original demo) (Colin Moulding) — 2:02
4. «In Another Life» (Jug band version) (Moulding) — 3:44
5. «Some Lovely» — 3:57
6. «Boarded Up» (Moulding) — 2:56
7. «I’m the Man Who Murdered Love» (Early 'other song' cassette idea) — 2:36
8. «I’m the Man Who Murdered Love» (Tamla version excerpt) — 0:39
9. «I’m the Man Who Murdered Love» — 3:33
10. «We’re All Light» (Early cassette idea) — 1:14
11. «We’re All Light» — 4:32
12. «Standing in for Joe» (Lounge version) (Moulding) — 2:41
13. «Standing in for Joe» (Moulding) — 3:34
14. «Wounded Horse» — 4:22
15. «You and the Clouds Will Still Be Beautiful» — 3:46
16. «Lie for a Lie» (Cassette demo) — 1:43
17. «Church of Women» — 4:36
18. «The Pot Won’t Hold Our Love» (Early cassette idea) — 1:38
19. «Everything Decays» (Early cassette idea) — 2:26
20. «The Wheel and the Maypole» — 5:33

Японское издание (бонусные треки)
1. «Bumpercars» — 4:06
2. «Didn’t Hurt a Bit» (Moulding) — 2:46